# Rapaniscus multisetosus
Rapaniscus multisetosus är en kräftdjursart som beskrevs av Brandt2002. Rapaniscus multisetosus ingår i släktet Rapaniscus och familjen Nannoniscidae. Inga underarter finns listade i Catalogue of Life.